# Délit de conduite en ayant fait usage de stupéfiants
Ne doit pas être confondu avec Délit de conduite en état d'ivresse manifeste.
Le délit de conduite en ayant fait usage de stupéfiant, caractérisé par la présence de stupéfiant retrouvée dans le sang ou la salive du conducteur d'un véhicule, est, en droit français, un délit puni d'une peine maximale de deux ans d'emprisonnement et de 4 500 € d'amende, selon l'article L235-1 et suivants du code de la route. Il donne lieu de plein droit au retrait de six points du permis de conduire du conducteur fautif. L'infraction est également applicable aux accompagnateurs (dans le cadre de la conduite accompagnée ou supervisée) ainsi qu'aux formateurs d'auto-école.

## Enjeux
En France, entre 2014 et 2018, la proportion de « conducteur drogué ou alcoolisé / alcool drogue connu » tuant des personnes sur la route dans un accident, est de 44 % en métropole, 61 % en DOM, et 78 % en COM/POM.
En métropole, ce taux varie de 19 % dans le Cantal à 59 % en Haute-Savoie.

## Textes

### Conduite sous stupéfiant: texte d'incrimination
L'article L235-1 du code de la route dispose ainsi que toute personne qui conduit un véhicule ou qui accompagne un élève conducteur alors qu'il résulte d'une analyse sanguine ou salivaire qu'elle a fait usage de substances ou plantes classées comme stupéfiants est punie de deux ans d'emprisonnement et de 4 500 euros d'amende.
En outre, si la personne se trouvait également sous l'empire d'un état alcoolique caractérisé par une concentration d'alcool dans le sang ou dans l'air expiré égale ou supérieure aux taux fixés par les dispositions législatives ou réglementaires du présent code, les peines sont portées à trois ans d'emprisonnement et 9 000 euros d'amende.

### Peines complémentaires
Des peines sont également prévues par le texte :
- la suspension pour une durée de trois ans au plus du permis de conduire ; cette suspension ne peut pas être limitée à la conduite en dehors de l'activité professionnelle ; elle ne peut être assortie du sursis, même partiellement ;
- l'annulation du permis de conduire avec interdiction de solliciter la délivrance d'un nouveau permis pendant trois ans au plus ;
- la peine de travail d'intérêt général selon les modalités prévues à l'article 131-8 du code pénal et selon les conditions prévues aux articles 131-22 à 131-24 du même code et à l'article 20-5 de l'ordonnance no 45-174 du 2 février 1945 relative à l'enfance délinquante ;
- la peine de jours-amende dans les conditions fixées aux articles 131-5 et 131-25 du code pénal ;
- l'interdiction de conduire certains véhicules terrestres à moteur, y compris ceux pour la conduite desquels le permis de conduire n'est pas exigé, pour une durée de cinq ans au plus ;
- l'obligation d'accomplir, à ses frais, un stage de sensibilisation à la sécurité routière ;
- l'obligation d'accomplir, à ses frais, un stage de sensibilisation aux dangers de l'usage de produits stupéfiants ;
- l'immobilisation du véhicule ;
- la réduction de la moitié du nombre maximal de points du permis de conduire ;
- la confiscation obligatoire du véhicule dont le prévenu s'est servi pour commettre l'infraction, s'il en est propriétaire. La juridiction peut toutefois ne pas prononcer cette peine, par une décision spécialement motivée ;
- l'immobilisation, pendant une durée d'un an au plus, du véhicule dont le prévenu s'est servi pour commettre l'infraction, s'il en est propriétaire[3].

### Infraction supplémentaire: le refus de se soumettre aux épreuves de dépistage
Pour vérifier la présence de stupéfiant chez le conducteur de véhicule, les officiers ou agents de police judiciaire, de la gendarmerie ou de la police nationale territorialement compétents et, sur l'ordre et sous la responsabilité des officiers de police judiciaire, les agents de police judiciaire adjoints, font procéder sur le conducteur ou l'accompagnateur de l'élève conducteur impliqué dans un accident mortel ou corporel de la circulation, à des épreuves de dépistage en vue d'établir si cette personne conduisait en ayant fait usage de substances ou plantes classées comme stupéfiants.
Le fait de refuser de se soumettre aux vérifications prévues par l'article L. 235-2 du code de la route est puni de deux ans d'emprisonnement et de 4 500 euros d'amende.

## Éléments constitutifs

### Conduite

#### Lieu
Le contrôle de la présence de stupéfiant dans l'organisme du conducteur peut se faire sur l'ensemble du territoire, sur les voies de propriété publique, comme sur les voies de propriété privée ouvertes à la circulation publique,. Une aire de repos, un parking ou un terrain militaire, peuvent donc être des lieux de contrôle. La jurisprudence applicable en matière de contrôle de l'alcoolémie au volant tend également à être appliquée au contrôle de la présence de stupéfiant au volant.

#### Conducteur
Le conducteur est celui qui « dispose des organes de directions et mécaniques permettant de moduler ou d'en arrêter la progression »,. Cependant, la jurisprudence est incertaine.
Traditionnellement, il est reconnu qu'est conducteur celui dont le véhicule est soumis aux dispositions du code de la route. Une personne endormie au volant d'un véhicule à l'arrêt a ainsi été qualifiée de conducteur, et condamnée. La Cour de cassation peut également avoir recours à une présomption :  la personne présente au volant d'un véhicule à l'arrêt, mais au moteur encore chaud, avec ses feux allumés, peut être considérée comme conductrice.
En matière d'alcoolémie au volant, la jurisprudence a considéré que l'automobiliste qui n'a pas conduit depuis une heure et quart ne peut pas être soumis à un dépistage d'alcoolémie. Celle-ci tend également à s'appliquer en matière de stupéfiant au volant. Toutefois, la jurisprudence tend à évoluer et il semble nécessaire, aujourd'hui, que la qualité de conducteur soit concomitante avec la conduite effective du véhicule. Des juridictions ont ainsi relaxé une personne qui poussait la moto de son fils par le guidon, ou qui s'est endormie à côté de son véhicule.

### Présence de stupéfiant dans l'organisme du conducteur

#### Définition d'un stupéfiant
En France, la classification des stupéfiants relève de l’autorité réglementaire, en application de l’article L.5132-7 du code de la santé publique, lequel article doit être lu de concert avec l'arrêté du 22 février 1990 qui transpose le classement des stupéfiants au niveau international dans le droit français.
Cet arrêté est pris en exécution des conventions internationales signées par la France comme :
- la Convention unique sur les stupéfiants du 30 mars 1961 ;
- la convention de Vienne sur les substances psychotropes du 21 février 1971.

Plus précisément, les substances classées comme stupéfiants sont listées dans quatre annexes :
- les annexes I et II reprennent les tableaux I et IV de la Convention internationale sur les stupéfiants de 1961 ;
- l'annexe III reprend les substances des tableaux I et II et certaines substances des tableaux III et IV de la Convention internationale sur les psychotropes de1971 ;
- l'annexe IV est constituée des substances psychoactives non classées au niveau international comme les champignons hallucinogènes et certains nouveaux produits de synthèse.

#### Épreuves de dépistage
Le dépistage de stupéfiant dans l'organisme du conducteur peut être :
- obligatoire (en cas d’accident mortel ou corporel de la circulation) ;
- facultatif (en cas d’accident matériel ou d’infraction au code de la route) ;
- préventif (sur réquisition du procureur de la République) ;
- possible (à l’initiative de l’officier de police judiciaire)[16].

Il existe deux modes de dépistage en matière de stupéfiant au volant : le recueil salivaire et le recueil urinaire.
Si le test de dépistage est positif ou en cas de refus du conducteur de se soumettre au test ou en cas d’impossibilité de se soumettre au test de dépistage, les officiers de police judiciaire ou agent de police judiciaire préconisent d’autres examens ou analyses afin d’établir la consommation de stupéfiants :
- soit un prélèvement sanguin ;
- soit un prélèvement salivaire.

#### Nullités de la procédure
Des règles très strictes encadrent les modalités de prélèvement et de détection des stupéfiants dans l'organisme des conducteurs. Lorsque des irrégularités sont constatées par les avocats, ces derniers soulèvent des nullités de la procédure devant le tribunal correctionnel, aboutissant parfois à la relaxe du prévenu.
Il est possible de mentionner au titre des irrégularités de la procédure en matière de conduite sous stupéfiant :
- l’absence de notification du résultat de l’analyse sanguine ou salivaire au conducteur du véhicule[réf. nécessaire] ;
- l'absence de qualité pour réaliser l’analyse sanguine (la procédure exige en effet que les personnes effectuant les analyses soient inscrites sur une liste d'experts ou prêtent serment par écrit et la pièce en justifiant doit figurer à la procédure sous peine de nullité de l'analyse)[17].